# Ritratto di Marco Antonio Savelli
Il ritratto di Marco Antonio Savelli è una pittura olio su tela realizzata da Giovan Battista Moroni conservata presso il Museo Calouste Gulbenkian, ed è considerato il primo ritratto realizzato dall'artista. 

## Storia
Il dipinto non fu da subito attribuito al pittore albinese, avendo molti passaggi di proprietà fu assegnata ad artisti differenti. 
Il dipinto è documentato una prima volta come lavoro del Tiziano nella collezione Uggeri di Brescia nel 1760. Fu venduto da un certo Finetti, erede degli Uggeri, 1º giugno 1842 a Teodoro Lechi che lo alienò nel 1864 al prezzo di 4.500 lire a Diblugger francese, identificandolo come lavoro del Moroni.
Venne poi elencato da Gustavo Frizzoni nella collezione di Richard von Kaufmann del 1901 ma come opera del Moretto, e come tale fu venduto alla raccolta Castiglioni di Vienna che lo cedette alla raccolta di Calouste Gulbenkian di Parigi dove nel 1943 verrà catalogato come lavoro del Moroni tra le sue opere giovanili, eseguito quindi tra il 1543 e il 1544.

## Descrizione
Il dipinto presenta un'iscrizione sul basamento di appoggio del soggetto ritratto che lo identifica: M.A.SAVELLI-EX FAM. ROMANA. Difficile individuare chi fosse questo personaggio indicato tra i membri di un'antichissima famiglia romana da cui potrebbe esser derivato un ramo veneziano.
Essendo il primo ritratto eseguito dal Moroni, presenta forti caratteri del Romanino e del Moretto nell'impianto architettonico che fa da sfondo con frammenti di architettura classica che probabilmente dovevano indicare l'antichità della famiglia Savelli. Dalla posizione del soggetto raffigurato, si desume inoltre che l'artista aveva studiato i lavori del Lotto, dando però al ritratto quella che fu la sua caratteristica peculiare: la fisicità, riprendendo la pittura fiamminga.
Il soggetto ha una figura tarchiata, la pesantezza delle palpebre collegherebbero il dipinto con la pala giovanile conservata di Orzinuovi, l'abbigliamento come pure il taglio dei capelli alla foggia del XVI secolo  confermano la datazione degli anni '40.